# Barbara Marszałek
Barbara Marszałek właśc. Barbara Marszałek-Krukowska (ur. 25 kwietnia 1946 w Łodzi) – polska aktorka teatralna i filmowa.

## Życiorys
W 1968 ukończyła Państwową Wyższą Szkołę Filmową, Telewizyjną i Teatralną im. Leona Schillera w Łodzi. W latach 1968–1969 występowała na deskach Teatru Współczesnego we Wrocławiu, od 1969 jest aktorką Teatru im. Stefana Jaracza w Łodzi.

## Role teatralne
- Gorące lato w Oklahomie, T. Lettsa, reż. A. Urbański – Violet Weston
- Stara kobieta wysiaduje, T. Różewicza, reż. M. Fiedor – Stara kobieta
- Dybuk, Sz. An-skiego, reż. M. Grzegorzek – Reb Azriel, cadyk z Miropolu
- Zagłada ludu albo moja wątroba jest bez sensu, Wernera Schwaby, reż. G. Wiśniewski – Pani Robak
- Brzydal, M. von Mayenburga, reż. G. Wiśniewski – Fanny
- Habitat, J. Thompson, reż. M. Grzegorzek – Margaret
- Sen o jesieni, J. Fossego, reż. P. Miśkiewicz – Anna
- Widma, M. Carr, reż. B. Sass – Maggie May Doorley
- Zabawa w koty, I. Orkeny, reż. W. Zawodziński – Giza
- Wesele, A. Czechowa, reż. W. Fokin – Anastazja
- Forma, F. Dostojewskiego, reż. R. Brzyk – Tatiana
- Sen nocy letniej, W. Szekspira, reż. W. Zawodziński – Tytania
- Krewniaki, M. Bałuckiego, reż. W. Zawodziński – Aniela Dulska
- Zimowa opowieść, W. Szekspira, reż. B. Hussakowski – Paulina
- Trzy wysokie kobiety, E. Albeego, reż. B. Sass – B
- Taniec śmierci, A. Strindberga, reż. P. Miśkiewicz – Alicja
- Celestyna F. Rojasa, reż. W. Zawodziński – Celestyna
- Ożenek, N. Gogola, reż. W. Fokin – Agafia
- Świętoszek, Moliera, reż. B. Hussakowski – Elwira
- Obywatel Pekosiewicz, T. Słobodzianka, reż. M. Grabowski – Kryśka
- Wesele, S. Wyspiańskiego, reż. B. Hussakowski – Klimina
- Kreacja, I. Iredyńskiego, reż. F. Falk – Gosia
- Lęki poranne, S. Grochowiaka, reż. B. Michalik – Żona
- Warszawianka, S. Wyspiańskiego, reż. J. Grzegorzewski – Anna
- Kopeć, J. Janczarskiego, reż. J. Markuszewski – Ilona

## Teatr Telewizji
- Sen o jesieni, J. Fossego, reż. P. Miśkiewicz – Żona
- Gdzie jest Hosi, Ż. Karasińskiej-Fluks, reż. T. Junak
- Marianna zwleka z małżeństwem, J.P. Wenzela i C. Fivet, reż. H. Rumowska – Matka
- Adam i Ewa, reż. W. Zawodziński – Ewa
- Człowiek, zwierzę i cnota, L. Pirandello, reż. H. Kluba – Pani Perella
- Obywatel Pekosiewicz, T. Słobodzianka, reż. M. Grabowski – Kryśka
- Jan Maciej Karol Wścieklica, S.I. Witkiewicza, reż. M. Prus – Rozalia
- Lato, T. Rittnera, reż. L. Adamik – Lilli
- Biohazard, K. Fiałkowskiego, reż. T. Junak – Mag
- Wizja lokalna, W. Bilińskiego, reż. T. Worontkiewicz – Teresa
- Wesele Figara, P. Beaumarchais’go, reż. O. Koszutska – Zuzanna
- Spartakus, H. Fasta, reż. I. Genachow – Waryna

## Filmografia
- Pitbull, odc. 31, reż. P. Vega – kierowniczka domu dziecka
- Londyńczycy, odc. 3, reż. G. Zglinski – matka Andrzeja i Oli
- Na dobre i na złe, odc. 288 i 297 – Jadwiga Latoszek, matka Witka
- Sprawa na dziś, reż. M. Haremski – matka zabitej dziewczyny
- Rozmowa z człowiekiem z szafy, reż. M. Grzegorzek
- Życie na gorąco, reż. A. Konic – Inga Taube, przyjaciółka Anny
- Inna, reż. A. Sokołowska
- Daleko od szosy, odc. 2, reż. Z. Chmielewski
- Dzieje grzechu, reż. W. Borowczyk
- Najważniejszy dzień życia, odc. pt. Uszczelka, reż. A. Konic – Ewa, córka Sochackiego
- Profesor na drodze, reż. Z. Chmielewski – siostra Wolskiego
- Skarb trzech łotrów, reż. J. Rutkiewicz – Ewa Zawadowska
- Chłopi, reż. J. Rybkowski
- Złote koło, reż. S. Wohl – sekretarka Maria
- Wiktoryna, czyli czy pani pochodzi z Beauvias?, reż. J. Rutkiewicz – Sylvia
- Różaniec z granatów, reż. J. Rutkiewicz – pielęgniarka
- Kochajmy syrenki, reż. J. Rutkiewicz

## Polski dubbing
- 1969: David Copperfield
- 1969: Kot w butach (wersja polska z 1972 roku)
- 1985: Mała księżniczka – Sara Crewe[2]
- 1990: Robin Hood – Marian Lancaster

## Odznaczenia
- Złoty Krzyż Zasługi (dwukrotnie: 1999, 2013[3])[4]
- Srebrny Krzyż Zasługi (1989)[4]
- Srebrny Medal „Zasłużony Kulturze Gloria Artis” (2007)[5]
- Medal Pro Publico Bono im. Sabiny Nowickiej (2012)[6]
- Odznaka „Zasłużony Działacz Kultury” (2003)
- Odznaka „Za Zasługi dla Miasta Łodzi” (1999)

## Nagrody i wyróżnienia
- „Złota Maska” - nagroda łódzkich recenzentów za role w spektaklach: Tańce w Ballybeg Friela, Celestyn Rojasa, Wesele Figara Beaumarchais’go w Teatrze im. Stefana Jaracza w Łodzi (1994)
- Nagroda na XXXI Ogólnopolskim Przeglądzie Teatralnych Małych Form w Szczecinie za rolę w spektaklu Trzy wysokie kobiety w Teatrze im. Stefana Jaracza w Łodzi (1996)
- Nagroda Zarządu Wojewódzkiego Sejmiku Samorządowego Województwa Łódzkiego z okazji Międzynarodowego Dnia Teatru (1999)
- „Złota Maska” - nagroda łódzkich recenzentów za najlepsze role kobiece w sezonie 2003/04: za rolę Karin w Sprawcach Thomasa Jonikga w Teatrze im. Stefana Jaracza w Łodzi (2004)
- „Srebrny Pierścień” - nagroda Wydziału Kultury Urzędu Miasta Łodzi dla najlepszego aktora (2007)
- „Złota Maska” - nagroda łódzkich recenzentów dla najlepszej aktorki sezonu za rolę Margaret Deacon w przedstawieniu Habitat w reżyserii Mariusza Grzegorzka w Teatrze im. Stefana Jaracza w Łodzi (2007)
- Nagroda Towarzystwa Przyjaciół Szczecina na 43. Przeglądzie Teatrów Małych Form Kontrapunkt w Szczecinie za rolę w przedstawieniu Brzydal w reż. Grzegorza Wiśniewskiego z Teatru im. Stefana Jaracza z Łodzi (2008)
- Nagroda Marszałka Województwa Łódzkiego (2009)
- Nagroda Marszałka Województwa Łódzkiego (2015)
- Wyróżnienie na 15. Festiwalu Dramaturgii Współczesnej „Rzeczywistość Przedstawiona” w Zabrzu za rolę Matki Łarisy w spektaklu Lekcje miłości Teatru im. Stefana Jaracza w Łodzi (2015)

Źródło:.